# Cacique (Panama)
Cacique è un comune (corregimiento) della Repubblica di Panama situato nel distretto di Portobelo, provincia di Colón. Si estende su una superficie di 11,4 km² e conta una popolazione di 246 abitanti (censimento 2010).